# Age of Empires Online
Age of Empires Online (abreviado: AoEO) fue un videojuego de estrategia en tiempo real multijugador masivo en línea lanzado el 16 de agosto de 2011. Su desarrollo corrió a cargo inicialmente de Robot Entertainment y luego de Gas Powered Games. Por su parte, Microsoft se encargó de su publicación. Esa empresa anunció el videojuego gratuito en la Gamescom de agosto de 2010, con el trabajo de Robot Entertainment, formada luego de la desaparición de Ensemble Studios, la compañía encargada de la serie de Age of Empires original. Sin embargo, en febrero del año siguiente, el desarrollo pasó a manos de Gas Powered Games.
Luego de su lanzamiento, el portal de internet GameRankings le dio una puntuación de 71.09 %, mientras que Metacritic le otorgó 70 de 100 con base en 44 críticas «mixtas o de la media». En comparación con las entregas previas, Age of Empires Online fue el primer juego que no seguía la línea de tiempo de la serie. Ambientado en la Antigua Grecia y el Antiguo Egipto, su jugabilidad era similar a la de sus antecesores, aunque contaba con una ciudad persistente, y existían civilizaciones como la griega, egipcia, celta, entre otras. Por otro lado, aunque era gratuito, existía la posibilidad de comprar contenido prémium.
Aunque estaba disponible en Steam, el juego requería de las características de Games for Windows – Live. En este sentido, en agosto de 2013, se anunció la descontinuación de esa plataforma. Previamente, en enero de ese año, Gas Powered Games informó sobre el cierre de la etapa de desarrollo del juego y el inicio de la fase de soporte, con lo que ya no habría nuevo contenido. La compañía alegó razones financieras. A inicios de julio de 2014, dejaron de funcionar los servidores y se cerró el juego.
Cuatro años después del cierre, un grupo de jugadores lo restableció mediante el kit de desarrollador publicado por Microsoft y lo lanzaron en línea como un emulador denominado Project Celeste.